# Lista de séries de televisão da TV Cultura
Os Seriados e Séries da TV Cultura estão relacionadas nesta lista, que apresenta: início, término e a quantidade de capítulos das Séries e Seriados brasileiros exibidos na TV Cultura .

## Séries em ordem de exibição

### Década de 1960
| # | Início | Término | Título                   | Cap. | Temp. | Autoria          | Diretor          | Ref.  |
| - | ------ | ------- | ------------------------ | ---- | ----- | ---------------- | ---------------- | ----- |
| 1 | 1964   | 1964    | Sítio do Picapau Amarelo | 36   | 01    | Lúcia Lambertini | Lúcia Lambertini | [ 1 ] |

### Década de 1970
| # | Início                | Término | Título      | Cap. | Temp.                       | Autoria       | Diretor          | Ref   |
| - | --------------------- | ------- | ----------- | ---- | --------------------------- | ------------- | ---------------- | ----- |
| 2 | 12 de outubro de 1972 | 1974    | Vila Sésamo | n.d  | 3 (mais 3 só na Rede Globo) | Wilson Aguiar | Milton Gonçalves | [ 2 ] |

### Década de 1980
| # | Início | Término | Título            | Cap.                                          | Temp | Autoria             | Diretor       | Ref.  |
| - | ------ | ------- | ----------------- | --------------------------------------------- | ---- | ------------------- | ------------- | ----- |
| 3 | 1989   | 1989    | Banho de Aventura | 5 (posteriormente editados como um telefilme) | 1    | Luiz Filipe Fratino | Bia Rosenberg | [ 3 ] |

### Década de 1990
| # | Início               | Término                | Título                                      | Cap. | Temp. | Autoria                                             | Diretor                                    | Ref.  |
| - | -------------------- | ---------------------- | ------------------------------------------- | ---- | ----- | --------------------------------------------------- | ------------------------------------------ | ----- |
| 4 | 6 de outubro de 1991 | 27 de setembro de 1992 | Mundo da Lua                                | 52   | 01    | Flávio de Souza                                     | Roberto Vignatti                           | [ 4 ] |
| 5 | 1993                 | 1993                   | Lucas e Juquinha em Perigo! Perigo! Perigo! | 5    | 01    | Flávio de Souza                                     | Roberto Vignatti                           | [ 5 ] |
| 6 | 09 de maio de 1994   | 24 de dezembro de 1997 | Castelo Rá-Tim-Bum                          | 90   | 04    | Cao Hamburger                                       | Cao Hamburger                              | [ 6 ] |
| 7 | 22 de agosto de 1994 | 30 de setembro de 1995 | Confissões de Adolescente                   | 33   | 02    | Maria Mariana                                       | Vários                                     | [ 7 ] |
| 8 | 01 de abril de 1996  | 05 de abril de 2025    | Cocoricó                                    | 296  | 09    | Cláudia Dalla Verde Lídia Chaib Márcio Araújo Tacus | Arcângelo Mello Eliana Lobo Fernando Gomes | [ 8 ] |

### Década de 2000
| #  | Início                 | Término                | Título                          | Cap. | Temp. | Autoria                       | Diretor                     | Ref.   |
| -- | ---------------------- | ---------------------- | ------------------------------- | ---- | ----- | ----------------------------- | --------------------------- | ------ |
| 9  | 7 de agosto de 2000    | 05 de maio de 2001     | Sãos e Salvos                   | 13   | 01    | Nélio Abade                   | Renata Neves                | [ 9 ]  |
| 10 | 13 de julho de 2001    | 9 de agosto de 2001    | A Turma do Pererê               | 20   | 01    | Wilson Rocha                  | Sônia Garcia                | [ 10 ] |
| 11 | 01 de julho de 2002    | 10 de dezembro de 2002 | Ilha Rá-Tim-Bum                 | 54   | 01    | Flávio de Souza               | Fernando Gomes Maísa Zakzur | [ 11 ] |
| 12 | 25 de abril de 2004    | 08 de agosto de 2004   | Galera                          | 15   | 01    | Beto Moraes Carlos Nascimbeni | Jeremias Moreira            | [ 12 ] |
| 13 | 27 de maio de 2005     | 27 de dezembro de 2005 | Qual É, Bicho?                  | 26   | 01    | Fernando Gomes                | Fernando Gomes              | [ 13 ] |
| 14 | 19 de março de 2006    | 10 de julho de 2006    | Um Menino Muito Maluquinho      | 26   | 01    | Anna Muylaert Cao Hamburger   | César Rodrigues             | [ 14 ] |
| 15 | 10 de abril de 2009    | 03 de julho de 2009    | Tudo que é Solido pode Derreter | 13   | 01    | Esmir Filho Rafael Gomes      | Rafael Gomes                | [ 15 ] |
| 16 | 25 de setembro de 2010 | 4 de novembro de 2011  | Escola 2.0                      | 56   | 02    | Caetano Caruso                | Caetano Caruso              |        |

### Década de 2010
| #  | Início                 | Termino                | Título                 | Cap | Temp. | Autoria                | Diretor                                       | Ref.   |
| 17 | 11 de novembro de 2012 | 2 de março de 2014     | Pedro & Bianca         | 51  | 01    | Cao Hamburger          | Fábio Mendonça Roberto Moreira Cao Hamburguer | [ 16 ] |
| 18 | 18 de junho de 2012    | 23 de setembro de 2017 | Os Cupins              | 26  | 02    | Roberto Machado Júnior | Roberto Machado Júnior                        |        |
| 19 | 10 de novembro de 2014 | 15 de janeiro de 2015  | Que Monstro te Mordeu? | 50  | 01    | Cao Hamburger          | Arthur Warren Gustavo Suzuki Maria Farkas     | [ 17 ] |

### Década de 2020
| #  | Início               | Termino               | Título            | Cap | Temp. | Autoria          | Diretor                 | Ref.          |
| 20 | 9 de outubro de 2023 | 11 de outubro de 2024 | Morgana e Celeste | 60  | 02    | Henrique Moreira | Tom Hamburger           | [ 18 ] [ 19 ] |
| 21 | 28 de junho de 2025  | Em exibição           | Mundo da Lua      | 24  | 02    | Flávio de Souza  | João Daniel Tikhomiroff | [ 20 ]        |